# マウサー
マウサー（Mouser）は、ユニバーサルプレイランドが1983年2月に発売した業務用ビデオゲーム。ネコのニャン太を操作して、ネズミたちに誘拐された花嫁のマリヤの救出を目指すアクションゲームである。
タイトル名の『マウサー』はネズミ取りが上手なネコという意味である。

## ゲーム内容
『マウサー』は固定画面、サイドビュー表示のジャンプアクションゲームである。操作には、レバーとジャンプボタンを使用する。
このゲームは、主人公のオスネコの「ニャン太」が、ネズミたちの集団「忠助連合軍」にさらわれた花嫁のメスネコ「マリヤ」を救出するというストーリー。
プレイヤーは主人公のニャン太を操作して、ステージごとに変化する赤ネズミたちの様々な攻撃を避けながら青ネズミを捕らえ、マリヤが捕われているステージの最上階まで辿り着くことが各ステージの目的となる。最上階まで繋がるハシゴは、青ネズミを一定数捕まえると下の階に繋がり、登ることが可能になる。
ステージに設置された魚はボーナスキャラクターで、獲得したときの魚の色によって点数が変化する。
ネズミからの攻撃および、ステージ上に設置された青い扉から出現する犬のワン公にニャン太が触れるとミスとなる。また、ステージの高所からニャン太が転落してもミスとなり、同じ場所に一定時間留まり続けていると飛行機が落下してきてミスとなる。
『マウサー』は全4ステージ構成で1周クリアすると1面パターンに戻るが、2周目以降からは空中から飛んでニャン太を襲う「デビルマウス」が出現する。
本作のゲーム中のBGMは「Turkey in the Straw」が使われている。

## 移植作品

### MSX版（マウザー）
1984年1月21日にソニーが本作のMSX版を発売した。MSX版の日本語表記はアーケード版とは異なり、『マウザー』となっている。
MSX版はソニーとの業務提携により、ユニバーサルプレイランドが開発を行い供給された。
HiTBiTレーベル立ち上がり初期の作品であり、タイトル画面ではHiTBiTロゴが表示の大半を占め、本来のタイトル名はゲーム中のデフォルトフォントで表示されている。

### PlayStation 4/Nintendo Switch版 (アーケードアーカイブス)
2024年3月14日にハムスターより『アーケードアーカイブス』の1作品として、PlayStation 4版とNintendo Switch版が配信を開始した。
アーケード版の移植であり、当移植版の独自機能として周回数の表示の設定が可能となっている。

## 開発経緯
アーケード版『マウサー』の開発は、ユニバーサルプレイランド自身によるものである。
ウェブサイト『Hardcore Gaming 101』に掲載された2015年の西澤龍一のインタビューによると、『マウサー』は任天堂の『ドンキーコング』のプログラムをベースに2人で開発されたもので、西澤はメインプログラム以外の全ての役割（ゲームデザイン、グラフィック、サウンド）を担当したという。また、テーカンを退社した西澤がユニバーサルプレイランド入社後に初めて担当したタイトルがこの『マウサー』であるとも述べている。
『マウサー』開発当時、ユニバーサルプレイランドは開発部門を立ち上げたばかりで、技術スタッフは西澤を含めて2人しかいなかった。当時のユニバーサルプレイランドにはゲーム開発のノウハウがなく、会社からは『ドンキーコング』の単なるキャラ変えで充分との意見もあったという。最終的には『ドンキーコング』のROMを解析しながらゲームの作り方を学び、試行錯誤を繰り返した結果、本作が完成したと西澤は述べている。